# 11721 Shawnlowe
11721 Shawnlowe eller 1998 HE100 är en asteroid i huvudbältet som upptäcktes den 21 april 1998 av LINEAR i Socorro County, New Mexico. Den är uppkallad efter Shawn Lowe.
Den tillhör asteroidgruppen Gefion.